# Tilde (tecken)
Tilde (~) är ett tecken (som även placeras i exponentläge som ˜). I matematiska sammanhang benämns tecknet ~ tildeoperator.

## Användning

### Diakritiskt tecken
Tilde används i exponentläge över andra tecken i bland annat spanskan (över n som i señor – så kallad muljering) och portugisiskan (över a eller o som i melão eller melões – ger nasal vokal). Tecknet kallas då kombinativt tilde. Tecknet används i vissa språk i indexläge, och placeras under grundtecknet (ḛ).

### Allmänt
- På engelska används ~ ibland som tecken för approximation jämsides med ≈ i ungefär samma betydelse. På svenska är detta inte en korrekt användning för ~, men brukas eftersom ≈ inte finns lättillgängligt på alla tangentbord. I HTML och vid redigering av Wikipedia kan man skriva &asymp; för att få ≈.

### Matematik
Tecknet kan användas inom matematiken på följande sätt:
- som proportionalitetstecken istället för tecknet {\displaystyle \propto } (HTML-kod &prop;, Unicode U+221D)
- i betydelsen fördelad som: X {\displaystyle \sim } N(μ, σ2)
- det ska inte användas i betydelsen "ungefär lika med"; se approximation. Man bör istället använda det tecken som heter just "ungefär lika med", ett vågformigt likamedtecken: {\displaystyle \approx } (HTML-kod &asymp;, Unicode U+2248)

### Ordböcker
I vissa ordböcker används tilde (eller det snarlika tecknet ⁓) istället för att upprepa uppslagsordet i exempel och uttryck. Exempelvis, från Norstedts stora svensk-engelska ordbok:
diet s diet; hålla (föra) ~ be on a diet; föra hög ~ be on a rich diet; sätta ngn på sträng ~ put sb on a strict diet
I Norstedts stora svensk-engelska ordbok benämns tecknet ~ som krok.

### Datorsammanhang
- Tecknet används i Unix-system för att hänvisa till användares hemkatalog: ett ensamt "~" syftar på användarens egen hemkatalog, "~användarnamn" på den namngivna användarens.
- Det används också i programspråken C, C++, C# och Java för att ange bitvis invertering.
- I programspråken C++ och C# anger det en destruktor, en metod som automatiskt anropas när ett objekt raderas.
- I programspråket Arexx används tecknet för negering; både framför direkta satser, samt att "~=" används som negation, "icke lika med".
- I programspråken Perl och Ruby används "=~" som matchningsoperator för reguljära uttryck.
- Emacs använder tecknet som suffix för tidigare versioner av en fil: föregående version av "fil.txt" ges namnet "fil.txt~", eller "fil.txt~5~" om det är den femte versionen och Emacs är inställd att spara fler versioner.[2]

## Att generera tecknet

### Tangentkombination
För att skriva tilde-tecknet på ett svenskt Windows-anpassat tangentbord hålls "Alt Gr"-tangenten nere och samtidigt trycka på tangenten till höger om "Å", följt av ett tryck på mellanslagstangenten om man bara vill ha tilde (~), eller exempelvis "o" om man vill ha "õ".
På ett svenskt Apple Keyboard avsett för Mac OS skrivs det genom att hålla nere någon av alternativ-tangenterna istället för Alt Gr.

### Unicode
I Unicode-uppsättningen finns flera tildetecken:
| U+007E | Tilde                    | halvhögt placerad tilde                             | ~  |
| U+02DC | Small tilde              | litet tilde                                         | ˜  |
| U+0303 | Combining tilde          | kombinativt tilde som placeras över x-linjen        | ̃   |
| U+0330 | Combining tilde below    | kombinativt tilde som placeras under baslinjen      | ̰   |
| U+0334 | Combining tilde overlay  | halvhögt placerat kombinativt tilde                 | ̴   |
| U+033E | Combining vertical tilde | vertikalt kombinativ tilde                          | ̾   |
| U+2053 | Swung dash               | används bland annat i ordböcker                     | ⁓  |
| U+223C | Tilde operator           | tildeoperator, det matematiska tildetecknet         | ∼  |
| U+223D | Reversed tilde           | spegelvänt tilde                                    | ∽  |
| U+2248 | Almost equal to          | dubbel tilde, krokigt likhetstecken för närmevärden | ≈  |
| U+FF5E | Fullwidth tilde          | tilde med full bredd                                | ～ |

För att alla tecken skall kunna visas korrekt måste webbläsaren ha tillgång till teckensnitt som innehåller dessa tecken.

### HTML
I HTML har tilde inte någon speciell betydelse för själva språket, utan tildetecknena kan skrivas direkt i texten, om teckenuppsättningen innehåller dem. För Unicode brukar man lagra med UTF-8. Man kan också skriva koder som till exempel &#x7E; och &#x02DC; eller &#x0303;.

### LaTeX
För att skriva ett tildetecken med LaTeX används kommandot \textasciitilde i vanlig text och kommandot \sim i matematiska formler.